# Geogenetik
Geogenetik refererer til processen med at trække korrelationer mellem en person og forskellige grupper af mennesker placeret overalt i verden. Der foretages sammenligninger mellem de genetiske karakteristika af personlige og genetiske karakteristika for forskellige grupper til at hjælpe med at bestemme muligheder i geografiske migration og etniske herkomst. Fossilt DNA-test kan bruges til at opdage geogenetiske sammenhænge.